# Kim Seong-dong
Kim Seong-Dong (* 8. November 1947 in Poryŏng, Ch'ungch'ŏngnam-do; † 25. September 2022) war ein südkoreanischer Schriftsteller.

## Leben
Kim Seong-Dong wurde am 8. November 1947 in Poryŏng als Sohn eines kommunistischen Funktionärs geboren. Infolge einer ideologischen Auseinandersetzung, die in einem brutalen Blutbad endete, verlor Kim seinen Vater und andere Familienmitglieder, sowohl mütterlicher- wie auch väterlicherseits, und wuchs mit dem Stigma des Kommunistensohnes auf. Diese Erfahrung hinterließ Spuren und als Schüler an der Sorabol Oberschule trat er einem buddhistischen Orden bei, um Schüler des Zen-Meisters Chihyo zu werden.
Als 1975 seine Kurzgeschichte Mokt'akcho (목탁조) in der Wochenzeitschrift Religion (주간종교) veröffentlicht wurde, beschuldigte man ihn, den Orden verleumdet zu haben, und exkommunizierte ihn ordnungsgemäß. Kim kehrte zurück in die weltliche Sphäre und begann für verschiedene Magazine und Verlage zu arbeiten. 1978 begann seine schriftstellerische Karriere, als die Erzählung Mandala (만다라) in der Zeitschrift Koreanische Literatur (한국문학) veröffentlicht wurde. Im darauffolgenden Jahr überarbeitete und erweiterte er den Text zu einem Roman.
Kims spätere Werke beschäftigen sich mit der brutalen Altlast des Koreakriegs und beruhen auf eigenen Erfahrungen. Das wiederkehrende Motiv der 'unerklärlichen Bauchschmerzen der Mutter' ist verbunden mit den traumatischen Auswirkungen des Kriegs und der Landesteilung auf die einfachen Menschen. Der Fokus des Autors liegt hier jedoch nicht auf dem Krieg, sondern auf den Überlebenden dieser Grausamkeiten, die mit materiellen Schwierigkeiten ringen müssen, und der Verantwortung, den 'einsam am weiten Himmel schwebenden Geist des [toten] Vaters' zu beschwichtigen.

## Arbeiten

### Koreanisch
- 엄마와 개구리 Mutter und der Frosch
- 별 Stern
- 잔월 Abnehmender Mond
- 오막살이 집 한채 Eine Hütte (1982)
- 집 Das Haus (1989)
- 화려한 외출 Ein prächtiger Ausgang (1989)
- 국수 Nudeln (1995)

### Übersetzungen ins Deutsche
- Mandala (만다라), Pendragon Verlag (2004) ISBN 978-3-934872-90-5

## Auszeichnungen
- 1978: 한국문학 신인상 (Nachwuchspreis für koreanische Literatur)
- 1983: 소설문학 작품상 (Preis für Erzählende Literatur)
- 2002: 현대불교문학상 (Preis für moderne buddhistische Literatur)